# Michael Nitsche
Michael Nitsche (* 1961 in Lüneburg; † 8. Mai 2024) war ein deutscher Künstler. Seinen Schaffensschwerpunkt bildeten plastische Arbeiten.

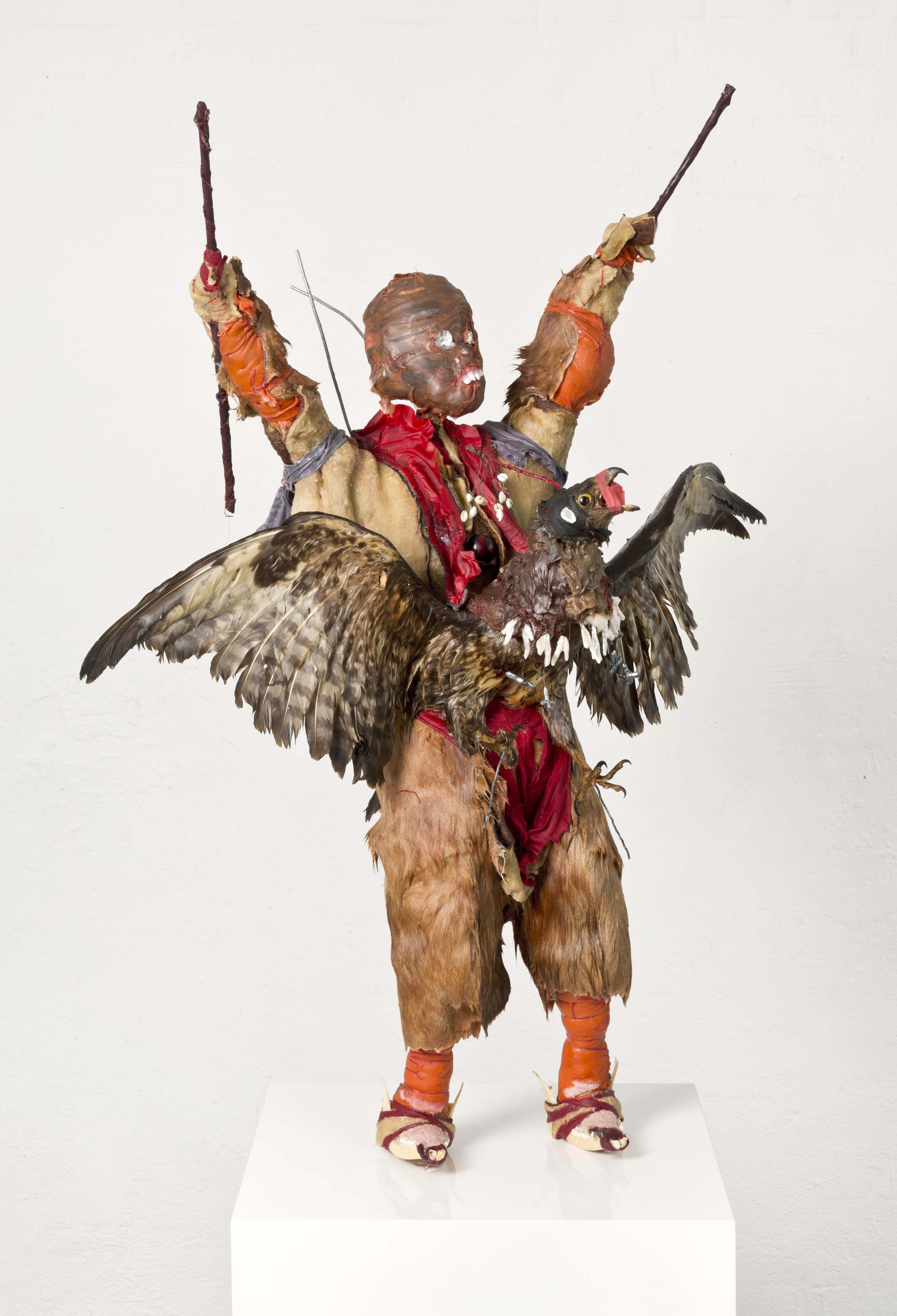
„Kindvogel“, 2015, H: ca. 100 cm, versch. Materialien

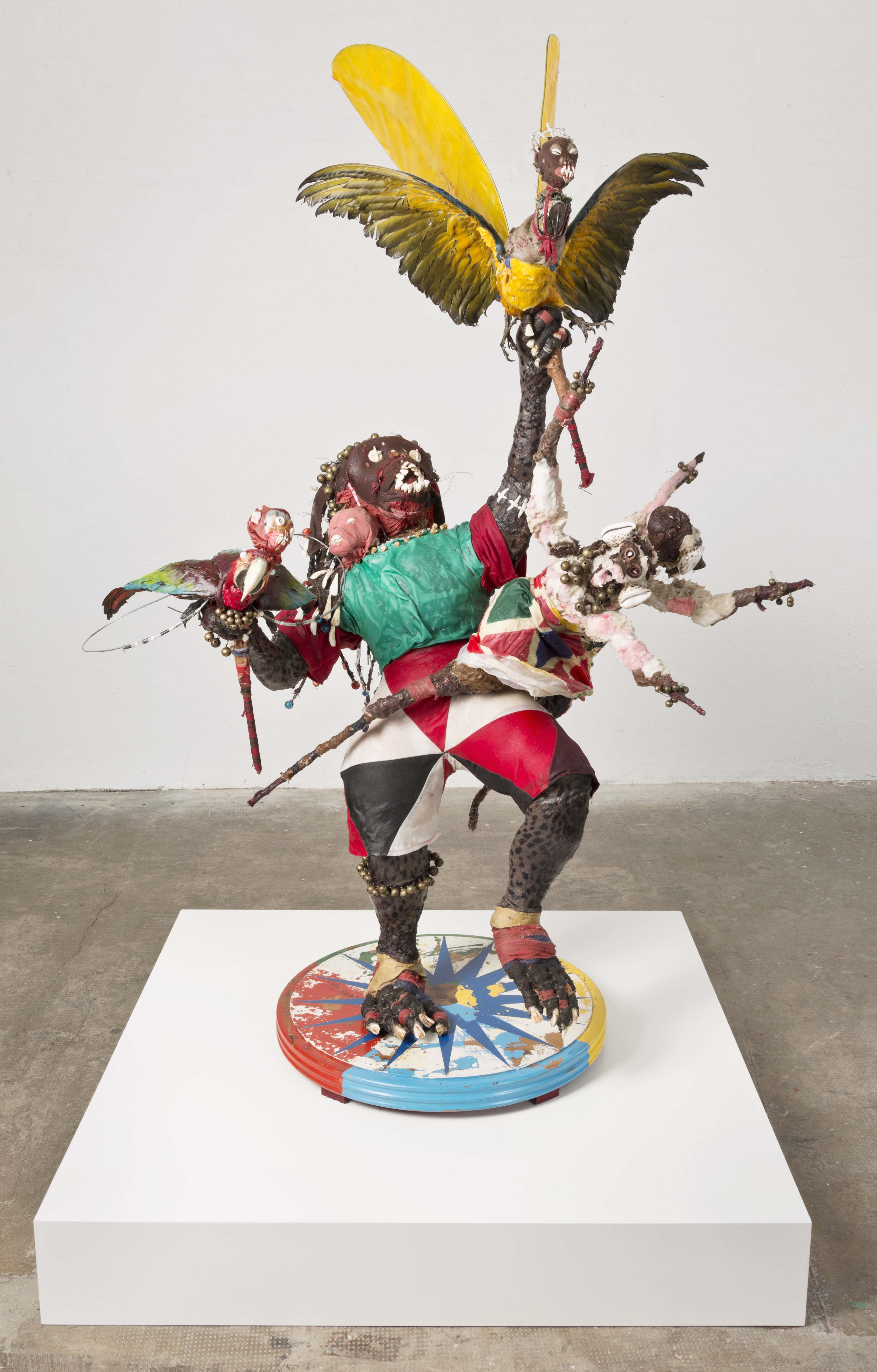
„Harlekin zwei Aras“, 2015, H: ca. 205 cm, versch. Materialien

## Ausbildung und Werdegang
Von 1981 bis 1988 studierte Michael Nitsche Freie Kunst an der Hochschule für Bildende Künste Braunschweig, ab 1987 als Meisterschüler bei Peter Voigt. 1991 erhielt Nitsche ein DAAD-Stipendium für London und schloss am Chelsea College of Art and Design ein postgraduierten Studium an. 1992 kehrte er nach Braunschweig zurück. Ab den späten 1990er Jahren vermehrten sich Nitsches Ausstellungsaktivitäten in öffentlichen Institutionen und Galerien sowie seine Messebeteiligungen (Preview Berlin, Parkfair Wien, Viennafair Wien).
Arbeiten von Michael Nitsche befinden u. a. sich im Besitz der Städtischen Kunstsammlung Jena und der Kunstsammlung der Stadt Salzgitter.

## Werk
Nach vorwiegend malerischer und druckgrafischer Ausdrucksweise in den späten 1980er und frühen 90er Jahren verlagerte sich Michael Nitsches künstlerische Schaffen ab Mitte der 90er Jahre auf plastische Ausdrucksformen. In den ausgehenden 90er Jahren entstanden erstmals Objekte hybrider Wesen aus Lumpen, (Kunst-)Fellen und Stofftieren, oft in prozessionshaften Konstellationen, verharrend in einer situativen Bewegungsstarre durch einen Überzug aus Paraffin. In Figurengruppen miteinander verknüpft bildeten sie einen eigenen, hermetischen Kosmos. Beginnend mit den 2000er Jahren kamen Geweihe und Knochen, ab den 2010er Jahren zunehmend Präparate von Tieren oder Teile von ihnen hinzu. Inhaltlich nahm Nitsche in drastischer, oft roher Formensprache Bezug auf alte Volksmärchen, archaische Riten und Mythen von Naturvölkern und deren ganzheitliches Weltbild, um dem technisierten Alltag moderner Industriegesellschaften eine intuitiv erfassbare Weltordnung entgegenzusetzen. Seine Fabelwesen fungieren als Stellvertreter aus einer anderen Welt, die, zur Schau gestellt in der Traditionen der früheren Wunderkammern, dem öffentlichen Blick standhalten und mit ihrem Dasein dem Jetzt trotzen.
Er lebte und arbeitete in Braunschweig.

## Einzelausstellungen (Auswahl)
- 2014: Ein kleines Stück von mir ist ein kleines Stück in Dir, einRaum5-7, Braunschweig
- 2013: It hurts me so beautifully, Galerie Michaela Stock, Wien (Ausstellungen auch  2010/11, 2009)
- 2012: HARRY‘S HAFENCITY BASAR Wohnen in der Kunst (mit Monstern), cato jans art-lounge projects, Hamburg
- 2009: Demon Darlings, Städtische Museen Jena, Jena
- 2008: Milchträumer, Kunstverein Würzburg, Würzburg
- 2008: Exile in Dreams, Dortmunder Kunstverein, Dortmund
- 2006: Animal Reloaded II, Henrike Höhn Galerie, Berlin  (Ausstellung auch 2005)

## Gruppenausstellungen (Auswahl)
- 2014: Ubique – Neue Kunst aus Niedersachsen, Salon Salder, Salzgitter (Katalog)
- 2013: Appassionata – Die Sammlung Selinka im Dialog, Kunstmuseum Ravensburg, Ravensburg
- 2012: Wunschbilder, Neuerwerbungen der Kunstsammlung Jena, Städtisches Museum Jena, Jena
- 2011: sensitiv EXTRA, Museum of Contemporary Art (MSU), Zagreb
- 2008: Best before …, Stadtgalerie Klagenfurt, Klagenfurt
- 2008: Lustwarande 08 – Wanderland, Fundament Foundation Tilburg, Tilburg
- 2008: Tier + Mensch, Galeriehaus Nord, Nürnberg (Katalog)
- 2008: Michael Nitsche (Plastik) mit Sigga Bjorg Sigurdardottir (Malerei), Kunstverein Uelzen, Uelzen
- 2007: Best before ..., Neuer Kunstverein Aschaffenburg, Aschaffenburg
- 2004/05: Keine Angst vor Schönheit, Museum van Bommel van Dam, Venlo / Gerhard Marcks-Haus, Bremen
- 1991: Kunstpreis Junger Westen, Kunsthalle Recklinghausen, Recklinghausen (Katalog)
- 1987: 3rd Int. Biennial Print Exhibit, Taipeh / Taiwan (Katalog)